# NGC 1043
NGC 1043 is een spiraalvormig sterrenstelsel in het sterrenbeeld Walvis. Het hemelobject werd op 8 oktober 1886 ontdekt door de Amerikaanse astronoom Lewis A. Swift.

## Synoniemen
- PGC 10155
- ZWG 388.94